# Lonicera kabylica
Lonicera kabylica är en kaprifolväxtart som först beskrevs av Jules Aimé Battandier, och fick sitt nu gällande namn av Alfred Rehder. Lonicera kabylica ingår i släktet tryar, och familjen kaprifolväxter. Inga underarter finns listade i Catalogue of Life.